# Tornado (Walibi Belgium)
Pour les articles homonymes, voir Tornado.
Tornado  sont des montagnes russes assises en métal situées à Walibi Belgium, à Wavre, en Belgique. Elles ont été ouvertes en 1979 et ont été construites par la société néerlandaise Vekoma ; elles sont les premières montagnes russes à posséder des inversions en Europe. Après une vingtaine d'années d'exploitation, l'attraction est définitivement fermée à l'issue de la saison 2002. Elle est alors laissée à l'abandon, est utilisée comme décor pour Halloween fin 2005 et est détruite début 2006 pour laisser place aux montagnes russes à véhicules suspendus Vertigo, qui ont été un échec du fait de défauts de conception.

## Histoire
En 1979, Eddy Meeùs, directeur de Walibi, souhaite construire des montagnes russes dans son parc d'attractions à l'instar de plusieurs parcs américains qu'il a visités. Il a approché la société néerlandaise Vekoma, qui à l'époque ne vend que des montagnes russes du fabricant américain Arrow Dynamics et n'a jamais fabriqué les siennes auparavant. Tornado est alors le premier grand huit construit par Vekoma. Eddy Meeùs a été averti à l'avance par plusieurs autres parcs que des montagnes russes de cette nature n'attirerait pas les visiteurs. Tornado s'est avéré être un succès cependant, et Alton Towers a ensuite ouvert Corkscrew suivi d'Efteling avec le Python. Avec cet aménagement, Walibi Wavre est considéré comme le premier parc d'attractions d'Europe et une véritable compétition s'engage sur le continent, mais surtout en Belgique, entre les grands parcs pour installer des attractions innovantes et modernes. L'attraction possède deux trains de six wagons, pour un total de vingt-quatre places. Les rails sont de couleur jaune tandis que les supports sont orange. Lorsqu'il est repeint, les rails gardent leur couleurs tandis que les supports deviennent bordeaux.
Pendant les dernières années d'exploitation, l'attraction ne tourne plus qu'avec un seul train, ceci réduisant son débit, qui n'est plus que de 250 personnes par heure.
Au cours de la saison 2002, il y a des rumeurs selon lesquelles l'attraction serait prochainement retirée du parc. Le parc contredit ces rumeurs et déclare que l'attraction ne disparaîtra pas. Cependant, au début de la saison 2003, les montagnes russes sont retirées de la liste des attractions et disparaissent de la carte du parc. Le dessin sur le plan est remplacé par des arbres et l'accès est bloqué par de grands panneaux de bois. Au total, treize millions de passagers sont montés dans le Tornado. Les montagnes russes restent inopérantes dans le parc pendant encore deux ans. En 2005, le directeur du parc de l'époque, Rudy Hulsman, annonce que Tornado sera ouvert au grand public une dernière fois mais pas sous sa forme habituelle : en octobre, l'attraction rouvre brièvement pendant Halloween sous le nom de Tornalloween, une maison hantée située autour des montagnes russes. Quelques mois plus tard, il est prévu de démonter l'attraction afin de la revendre à un autre parc : un acquéreur chilien se montre intéressé — Tornado est vendu 1 euro symbolique en échange du démontage — mais se désiste. Tornado est alors démonté, vendu à la ferraille et remplacé par la gare du Vertigo, un prototype de montagnes russes à véhicules suspendus qui a été un échec. À ce jour, le terrain n'est pas utilisé pour l'installation d'attractions.